# ویلاروسا
ویلاروسا (به ایتالیایی: Villarosa) یک کومونه در ایتالیا است که در استان انا واقع شده‌است. ویلاروسا ۵۵ کیلومتر مربع مساحت و ۵٬۵۲۱ نفر جمعیت دارد و ۵۲۳ متر بالاتر از سطح دریا واقع شده‌است.

## خواهرخوانده
شهر Le Quesnoy خواهرخواندهٔ ویلاروسا هست.